# Élection présidentielle srilankaise de 2022
L'élection présidentielle sri-lankaise de 2022 a lieu au suffrage indirect le 20 juillet 2022 à la suite de la démission du président Gotabaya Rajapaksa lors de la Révolution srilankaise.
Le Premier ministre Ranil Wickremesinghe est élu par les députés pour mener à terme le mandat de Rajapaksa, soit jusqu'en novembre 2024.

## Contexte
Le printemps 2022 est marqué par une crise politique qui commence par des manifestations provoquées par les difficultés économiques. Les participants réclament la démission des frères Rajapaksa de leurs fonctions respectives. Le 9 mai, après de violents affrontements entre partisans et opposants du pouvoir, le Premier ministre Mahinda Rajapaksa démissionne et est remplacé par Ranil Wickremesinghe.
La crise rejaillit cependant au début de l'été suivant avec la reprise des manifestations. Le 9 juillet, malgré l'instauration d'un couvre-feu la veille, des dizaines de milliers de manifestants marchent sur la résidence présidentielle au centre de Colombo, forçant le président à s'enfuir. Ce dernier est alors pris en charge par l'armée qui assure sa sécurité. La résidence du Premier ministre est également investie par les émeutiers qui l'incendient. D'importantes forces de police sont déployées dans la capitale économique pour tenter de disperser la foule à l'aide de gaz lacrymogènes.
Le même jour, le président du Parlement Mahinda Abeywardana annonce à la télévision que le président Rajapaksa devrait démissionner la semaine suivante, probablement le 13 juillet, afin « d'assurer une transition pacifique » du pouvoir. Cette démission mettra fin à une domination des Rajapaksa qui étaient au pouvoir depuis 2005. Le Premier ministre annonce également son intention de démissionner.
Gotabaya Rajapaksa fuit sa résidence officielle à Colombo avant qu’elle ne soit prise d’assaut par des manifestants, et embarque sur un navire militaire en route pour une base militaire du nord-est de l’île. Le président du Parlement affirme que les législateurs désigneront le nouveau président député d’ici une semaine, mais aucun candidat ne semble rassembler une majorité de suffrages. Il tente ensuite sans succès de prendre le 12 juillet un vol pour Dubaï mais il est refoulé par les services de douane. Il signe alors sa lettre de démission datée du lendemain. Il quitte finalement le pays à bord d'un avion de l'armée pour se rendre aux Maldives le 13 juillet. Après sa démission, le Premier ministre Ranil Wickremesinghe doit lui succéder par intérim jusqu'à l'élection d'un nouveau président par le Parlement. Il nomme effectivement celui-ci pour assurer l'intérim. Cette décision provoque l'envahissement du siège du gouvernement par les protestataires alors que le président par intérim décrète l'état d'urgence et un couvre-feu et appelle les forces de sécurité à « faire le nécessaire pour rétablir l'ordre » pour ne pas « permettre aux fascistes de prendre le pouvoir ».
Le 14 juillet, Rajapaksa arrive à Singapour à bord d'un avion de ligne. Il envoie sa lettre de démission par mail au président du Parlement. Le jour même, les manifestants tentent sans succès de prendre d'assaut le Parlement mais ils sont repoussés par les forces de sécurité. Au même moment, ils se retirent du palais présidentiel et du siège du gouvernement, avant leur reprise par les forces de l'ordre.

## Système électoral
Le Président du Sri Lanka est normalement élu au suffrage universel direct pour un mandat de cinq ans selon une version modifiée du vote alternatif.
Dans le cas où le mandat du président en exercice est interrompu avant son terme, notamment en cas de décès ou de démission, et que la fonction présidentielle est par conséquent vacante, l'article 38 de la Constitution de 1978 prévoit l'élection d'un remplaçant au suffrage indirect par les membres du Parlement. Le vote a lieu a bulletin secret sous la forme d'un scrutin uninominal majoritaire à un tour : le candidat ayant réuni le plus de voix l’emporte. Le nouveau président n'est cependant élu que pour la durée restante du mandat de son prédécesseur.

## Candidats

### Retenues
Ranil Wickremesinghe est le candidat officiel du Sri Lanka Podujana Peramuna, mais ce choix provoque une division au sein du parti. Les Rajapaksa font pression sur les députés de leur parti pour voter pour sa candidature.
Dullas Alahapperuma est un candidat dissident du SLPP. Il est soutenu par le Samagi Jana Balawegaya et le Sri Lanka Freedom Party.
Anura Kumara Dissanayaka est également candidat pour le Janatha Vimukthi Peramuna.

### Retirées
Sajith Premadasa est le candidat de la coalition d'opposition Samagi Jana Balawegaya. Il retire sa candidature pour soutenir celle de Dullas Alahapperuma,.
L'ancien chef de l'armée Sarath Fonseka est également candidat.

## Résultats
| Candidats                | Candidats                | Partis                   | Voix | %     |
| ------------------------ | ------------------------ | ------------------------ | ---- | ----- |
|                          | Ranil Wickremesinghe     | UNP                      | 134  | 61,19 |
|                          | Dullas Alahapperuma      | SLPP                     | 82   | 37,44 |
|                          | Anura Kumara Dissanayaka | JVP                      | 3    | 1,37  |
|                          |                          |                          |      |       |
| Votes valides            | Votes valides            | Votes valides            | 219  | 98,21 |
| Votes blancs et nuls     | Votes blancs et nuls     | Votes blancs et nuls     | 4    | 1,79  |
| Total                    | Total                    | Total                    | 223  | 100   |
| Abstention               | Abstention               | Abstention               | 2    | 0,89  |
| Inscrits / participation | Inscrits / participation | Inscrits / participation | 225  | 99,11 |

## Analyses
Selon le politologue Jayadewa Uyangoda, Ranil Wickremesinghe « a indéniablement pour lui l'expérience politique, ce qui a rassuré les députés. Mais ce vote exprime aussi le rejet, par le Parlement, des attentes exprimées par les citoyens depuis quatre mois. Les gens voulaient un changement. Avec Ranil Wickremesinghe, il n’y en a pas eu. Le Parlement envoie ainsi un terrible message au peuple, qui avait tenté de protester pacifiquement. ».
Selon son confrère Kusal Perera, « Ranil a regagné l’acceptation des classes moyennes urbaines en rétablissant certains services comme le gaz, et il a déjà montré sa fermeté en faisant évacuer les bâtiments du gouvernement ».
Selon le politologue Ranga Kalansooriya, « le clan Rajapaksa continue à tirer les ficelles du Parlement. Et ce Parlement ne reflète pas les aspirations des gens, qui veulent de nouveaux visages et un nouveau système. Mais, parmi tous les politiciens, Ranil Wickremesinghe est le meilleur choix en raison de son expérience politique. » Il ajoute que « Il n'est peut-être pas populaire, mais il a un large réseau international et, en cette période cruciale, le Sri Lanka a besoin d'un dirigeant dynamique, intellectuel et expérimenté ».